# Gare d’Issy-Val de Seine
Gare d’Issy-Val de Seine vasútállomás és RER állomás Franciaországban, Issy-les-Moulineaux településen.

## Vasútvonalak
Az állomást az alábbi vasútvonalak érintik:
- Puteaux-Issy-Plaine-vasútvonal

## Kapcsolódó állomások
A vasútállomáshoz az alábbi állomások vannak a legközelebb:
- Gare d’Issy (Gare de Saint-Quentin-en-Yvelines - Montigny-le-Bretonneux, Gare de Versailles-Château-Rive-Gauche, RER C)
- Gare du Pont du Garigliano (Gare de Saint-Martin-d'Étampes, Gare de Dourdan - La Forêt, Gare de Massy - Palaiseau, RER C)

## Lásd még
- Franciaország vasútállomásainak listája
- A RER állomásainak listája